# Coupe de La Réunion de football 1960
La Coupe de La Réunion de football 1960 était la 4e édition de la compétition et fut remportée par la SS Jeanne d'Arc.

## Huitièmes-de-finale
| 25 septembre 1960 | SS Patriote | ? | SS Excelsior | Saint-Denis |  |
|                   |             |   |              |             |  |

| 25 septembre 1960 | JS Saint-Pierroise | 4-1 | SS Cadets Saint-Pierre | Saint-Pierre |  |
|                   |                    |     |                        |              |  |

| 25 septembre 1960 | SS Jeanne d'Arc | 1-0 | SS Escadrille | Le Port |  |
|                   |                 |     |               |         |  |

| 25 septembre 1960 | SS Royal Star | 5-1 | SS Franco | Saint-Denis |  |
|                   |               |     |           |             |  |

| 25 septembre 1960 | Bourbon Club | 8-0 | US Bénédictine | Saint-Denis |  |
|                   |              |     |                |             |  |

| 25 septembre 1960 | SS Saint-Gilles | ? | FC Savannah | Saint-Gilles |  |
|                   |                 |   |             |              |  |

| 25 septembre 1960 | Stde Dionysien | 2-4 | CS Sainte-Marie | Saint-Denis |  |
|                   |                |     |                 |             |  |

| 25 septembre 1960 | ASC Bois de Nèfles | 5-2 | SS Dynamo | Saint-Paul |  |
|                   |                    |     |           |            |  |

## Quarts-de-finale
| 9 octobre 1960 | SS Royal Star | ? | SS Saint-Gilles | Saint-Denis |  |
|                |               |   |                 |             |  |

| 9 octobre 1960 | SS Patriote | 5-1 | Bourbon Club | Saint-Denis |  |
|                |             |     |              |             |  |

| 16 octobre 1960 | SS Jeanne d'Arc | 7-0 | ASC Bois de Nèfles | Le Port |  |
|                 |                 |     |                    |         |  |

| 16 octobre 1960 | JS Saint-Pierroise | 13-0 | CS Sainte-Marie | Saint-Pierre |  |
|                 |                    |      |                 |              |  |

## Demi-finale
| 27 novembre 1960 | SS Jeanne d'Arc | 2-1 | SS Royal Star | Le Port |  |
|                  |                 |     |               |         |  |

| 11 décembre 1960 | JS Saint-Pierroise | 3-0 | SS Patriote | Saint-Pierre |  |
|                  |                    |     |             |              |  |

## Finale
| Équipes            | SS Jeanne d'Arc - JS Saint-Pierroise                                                                                              |
| Score              | 2-1 (?) |
| Date               | 18 décembre 1960 |
| Stade              | Stade de la Redoute, Saint-Denis                                                                                                  |
| Buts               | SS Jeanne d'Arc : Marivan, Dubourg JS Saint-Pierroise : R. Sparton                                                                |
| SS Jeanne d'Arc    | Chane-Kane, Bernardin, Raymond Sinope, Roland Sinope, Christian Sinope, Guildon, Etnard, Anicet, Marivan, Dubourg, Bernard, Luçay |
| JS Saint-Pierroise | R. Sparton |